# Limnephilus fuscinervis
Limnephilus fuscinervis là một loài Trichoptera trong họ Limnephilidae. Chúng phân bố ở miền Cổ bắc.